# Clif Magness
Clifton "Clif" Magness (Lubbock, 24 de abril de 1957) é um cantor, compositor e produtor musical americano. Seu interesse pela música começou ainda na infância ao ser incentivado por seus pais, que lhe puseram em aulas de bateria, e foi nessa época que teve sua primeira aparição pública como músico, tocando bateria para a apresentação do coral da igreja da mãe. Mais tarde, entrou para uma banda, com a qual se apresentou por várias localidades no Texas até se mudar em 1976 com o baterista da banda para Los Angeles, onde incessantemente tentaram encontrar uma gravadora interessada em suas fitas demo.
Sua carreira profissional foi iniciada em 1980, com o lançamento de alguns trabalhos pela Scotti Bros. Records. Posteriormente, Clif estabeleceu uma parceira de composição com Glen Ballard, resultando em músicas para diversos artistas, como Patti Austin e Jack Wagner. Em 1994, Magness lançou seu álbum de estreia solo e, ao decorrer dos anos, continuou trabalhando com artistas de renome, como Celine Dion e Amy Grant. Uma colaboração de destaque se deu quando ele produziu e co-escreveu parte de Let Go, de 2002, álbum de estreia de Avril Lavigne. Com o sucesso de Lavigne, Clif continuou trabalhando com artistas jovens, incluindo Jessica Simpson, Kelly Clarkson e O-Town. Em 2018, o músico lançou seu segundo álbum de estúdio, Lucky Dog.
Além de ter ganho uma categoria no Grammy, em 1990, por "The Places You Find Love", de Quincy Jones, Magness já foi indicado ao Globo de Ouro e ao Oscar por trabalhos seus em trilhas sonoras cinematográficas.

## Início de vida
Clifton Magness nasceu em Lubbock, Texas, em 24 de abril de 1957. Seu interesse pela música começou ainda na infância, quando com cerca de 6 anos começou a tocar a canção "Wipe Out" no encosto de cabeça do carro de sua mãe. Com isso, ela decidiu levá-lo para aulas de bateria e depois seus pais lhe compraram um kit da Yamaha, com o qual seu professor de bateria passou-lhe a ensinar. Aos 11 anos, teve sua primeira aparição pública como músico: tocou bateria para a apresentação do coral da igreja da mãe. Depois de aprender a tocar guitarra, baixo e teclados, Clif entrou para uma banda, e eles se apresentavam por várias localidades do Texas. Aos 19 anos, mudou-se com o baterista da banda para Los Angeles, na Califórnia, onde eles pararam em todos os prédios que tivessem a palavra "música" anexada, a fim de apresentar suas fitas demo — nove em cada dez foram prontamente jogadas na lixeira pela recepcionista.

## Carreira
Em 1980, Magness iniciou sua carreira profissional, lançando dois singles solo, intitulados "The Rest of the Night" e "There's Nothing So Expensive As Woman Who's Free For The Night", pela Scotti Bros. Records. A essa altura, continuava escrevendo músicas e gravando demos nas quais tocava todos os instrumentos. Em 1983, ele estabeleceu uma parceira de composição com Glen Ballard que resultou primeiramente na música "It's Gonna Be Special", interpretada por Patti Austin para o filme Two of a Kind (1983). A partir de 1984, eles começaram a produzir muitos projetos musicais, como All I Need, álbum de estreia de Jack Wagner. Em 1994, Clif lançou seu álbum de estreia, intitulado Solo, a pedido da Empire Records, na Suécia. Embora, no início dos anos 90, o rock melódico houvesse deixado o mainstream e adentrado a cena musical underground, defendido por um grupo de pequenas gravadoras independentes na Europa, Solo conseguiu coletar resenhas verdadeiramente elogiosas em várias parte do mundo. Ao longo dos anos 90 e 2000, o músico continuou trabalhando com artistas renomados na indústria fonográfica, como Celine Dion e Amy Grant. Contudo, foi em 2002 conquistou uma colaboração de maior destaque, produzindo e co-escrevendo faixas para Let Go, álbum de estreia de Avril Lavigne. Sobre trabalhar com Magness, Lavigne disse: "Foi incrível trabalhar com ele. Eu queria arrasar e ele não tinha medo do que a gravadora pensaria disso". Com o sucesso de Lavigne, Clif continuou a inovar escrevendo e produzindo todo um novo grupo de jovens superestrelas, incluindo Jessica Simpson, Kelly Clarkson, O-Town, Lisa Marie Presley, Hanson, Joe Bonamassa e George Benson.